# غريغوري إس. مارتن
غريغوري إس. مارتن (بالإنجليزية: Gregory S. Martin)‏ هو ضابط أمريكي، ولد في 24 أبريل 1948 في Fort Myer ‏ في الولايات المتحدة.